# Duntroonornis parvus
A Duntroonornis parvus a madarak (Aves) osztályának pingvinalakúak (Sphenisciformes) rendjébe, ezen belül a pingvinfélék (Spheniscidae) családjába tartozó fosszilis faj.
Nemének eddig az egyetlen felfedezett faja.

## Tudnivalók
A Duntroonornis parvus a kisebb méretű őspingvinek egyike, körülbelül akkora volt, mint egy mai fjordlandi pingvin (Eudyptes pachyrhynchus). Ez a kisméretű pingvinfaj Új-Zélandon költött az oligocén kor végén, ezelőtt 27,3-25,2 millió évvel. Ezt a fajt 1952-ben, egy bal lábbeli tarsometatarsus alapján írta le Brian John Marples brit zoológus. A maradványt Új-Zéland Déli-szigetén, az Otago és a Canterbury régiók között elhelyezkedő Duntroon kisváros melletti, Kokoamu Greensand-formációban találták meg. A Hakataramea folyó mentén talált kövületek, meglehet, hogy ehhez a pingvinfajhoz tartoznak.
A tudományos nevében, a nemi szintű taxon, a Duntroonornis, „duntrooni madarat” jelent - a kisvárosra utalva -, míg a faji szintű taxonnév, a parvus, a latin nyelvből származik, és „kicsit” jelent.

## Fordítás
- Ez a szócikk részben vagy egészben  a   Duntroonornis című angol Wikipédia-szócikk ezen változatának fordításán alapul.  Az eredeti cikk szerkesztőit annak laptörténete sorolja fel. Ez a jelzés csupán a megfogalmazás eredetét és a szerzői jogokat jelzi, nem szolgál a cikkben szereplő információk forrásmegjelöléseként.